# Капоччи, Пьетро
Пьетро Капоччи (Pietro Capocci) — католический церковный деятель XIII века. На консистории 28 мая 1244 года был провозглашен кардиналом-дьяконом с титулом церкви Сан-Джорджо-ин-Велабро. В 1245 году был на Первом Лионском Соборе. Участвовал в выборах папы 1254 года (Александр IV). На территории своего дома в Риме построил церковь Санта Мария ин Виа.